# Seznam polkov Wehrmachta
Seznam polkov Wehrmachta.

## Heer

### Pehotni
```
  
1.
   
2.
   
3.
   
4.
   
5.
   
6.
   
7.
   
8.
   
9.
   
10.
  
11.
  
12.
  
13.
  
14.
  
15.
  
16.
  
17.
  
18.
  
19.
  
20.
 
  
21.
  
22.
  
23.
  
24.
  
25.
  
26.
  
27.
  
28.
  
29.
  
30.
  
31.
  
32.
  
33.
  
34.
  
35.
  
36.
  
37.
  
38.
  
39.
  
40.
  
  
41.
  
42.
  
43.
  
44.
  
45.
  
46.
  
47.
  
48.
  
49.
  
50.
  
51.
  
52.
  
53.
  
54.
  
55.
  
56.
  
57.
  
58.
  
59.
  
60.
  
  
61.
  
62.
  
63.
  
64.
  
65.
  
66.
  
67.
  
68.
  
69.
  
70.
  
71.
  
72.
  
73.
  
74.
  
75.
  
76.
  
77.
  
78.
  
79.
  
80.
  
  
81.
  
82.
  
83.
  
84.
  
85.
  
86.
  
87.
  
88.
  
89.
  
90.
  
91.
  
92.
  
93.
  
94.
  
95.
  
96.
  
97.
  
98.
  
99.
  
100.

  
101.
 
102.
 
103.
 
104.
 
105.
 
106.
 
107.
 
108.
 
109.
 
110.
 
111.
 
112.
 
113.
 
114.
 
115.
 
116.
 
117.
 
118.
 
119.
 
120.
 
  
121.
 
122.
 
123.
 
124.
 
125.
 
126.
 
127.
 
128.
 
129.
 
130.
 
131.
 
132.
 
133.
 
134.
 
135.
 
145.
 
146.
 
151.
 
154.
 
155.
 
  
156.
 
158.
 
159.
 
161.
 
162.
 
163.
 
164.
 
166.
 
167.
 
168.
 
169.
 
170.
 
171.
 
172.
 
173.
 
174.
 
176.
 
178.
 
179.
 
181.
  
  
183.
 
184.
 
185.
 
186.
 
187.
 
188.
 
189.
 
190.
 
191.
 
192.
 
193.
 
194.
 
195.
 
196.
 
197.
 
198.
 
199.
 
200.
 
202.
 
203.
 
  
204.
 
205.
 
206.
 
207.
 
208.
 
209.
 
211.
 
212.
 
213.
 
215.
 
216.
 
217.
 
218.
 
220.
 
221.
 
222.
 
226.
 
227.
 
228.
 
229.
  
  
230.
 
232.
 
233.
 
234.
 
235.
 
236.
 
238.
 
239.
 
240.
 
241.
 
243.
 
244.
 
245.
 
246.
 
247.
 
248.
 
249.
 
250.
 
251.
 
252.
 
  
253.
 
254.
 
255.
 
256.
 
257.
 
258.
 
260.
 
261.
 
262.
 
263.
 
266.
 
267.
 
268.
 
269.
 
270.
 
271.
 
272.
 
274.
 
276.
 
277.
  
  
278.
 
279.
 
280.
 
282.
 
283.
 
284.
 
287.
 
289.
 
290.
 
301.
 
302.
 
303.
 
304.
 
305.
 
306.
 
307.
 
308.
 
309.
 
310.
 
311.
  
  
312.
 
313.
 
314.
 
315.
 
316.
 
317.
 
318.
 
319.
 
320.
 
321.
 
322.
 
323.
 
324.
 
325.
 
326.
 
327.
 
328.
 
329.
 
330.
 
331.

  
332.
 
333.
 
334.
 
335.
 
336.
 
337.
 
338.
 
339.
 
340.
 
341.
 
342.
 
343.
 
344.
 
345.
 
346.
 
347.
 
348.
 
349.
 
350.
 
351.

  
352.
 
353.
 
354.
 
355.
 
356.
 
357.
 
358.
 
359.
 
360.
 
361.
 
362.
 
364.
 
365.
 
366.
 
367.
 
368.
 
369.
 
370.
 
371.
 
372.
 
  
374.
 
375.
 
376.
 
377.
 
378.
 
379.
 
380.
 
381.
 
382.
 
383.
 
384.
 
385.
 
386.
 
388.
 
389.
 
390.
 
391.
 
392.
 
394.
 
395.
 
  
396.
 
397.
 
398.
 
399.
 
400.
 
401.
 
402.
 
403.
 
404.
 
405.
 
406.
 
407.
 
408.
 
409.
 
410.
 
411.
 
412.
 
413.
 
414.
 
415.
 
  
416.
 
417.
 
418.
 
419.
 
420.
 
421.
 
422.
 
423.
 
424.
 
425.
 
426.
 
427.
 
428.
 
429.
 
430.
 
431.
 
432.
 
433.
 
434.
 
435.
 
  
436.
 
437.
 
438.
 
439.
 
440.
 
441.
 
442.
 
443.
 
444.
 
445.
 
446.
 
447.
 
448.
 
449.
 
451.
 
452.
 
453.
 
454.
 
455.
 
456.
 
  
457.
 
458.
 
459.
 
460.
 
461.
 
462.
 
463.
 
464.
 
465.
 
466.
 
467.
 
468.
 
469.
 
470.
 
471.
 
472.
 
473.
 
474.
 
475.
 
476.
  
  
477.
 
478.
 
479.
 
480.
 
481.
 
482.
 
483.
 
484.
 
485.
 
486.
 
487.
 
488.
 
489.
 
490.
 
497.
 
499.
 
501.
 
502.
 
503.
 
504.
 
  
505.
 
506.
 
507.
 
508.
 
509.
 
510.
 
511.
 
512.
 
513.
 
514.
 
515.
 
516.
 
517.
 
518.
 
519.
 
520.
 
521.
 
522.
 
523.
 
524.
 
  
525.
 
526.
 
527.
 
528.
 
529.
 
530.
 
531.
 
532.
 
533.
 
534.
 
535.
 
536.
 
537.
 
538.
 
539.
 
541.
 
542.
 
543.
 
544.
 
545.
 
  
546.
 
547.
 
548.
 
549.
 
550.
 
551.
 
552.
 
553.
 
554.
 
555.
 
556.
 
557.
 
558.
 
559.
 
560.
 
561.
 
562.
 
563.
 
564.
 
565.

  
566.
 
567.
 
570.
 
571.
 
572.
 
573.
 
574.
 
575.
 
576.
 
577.
 
578.
 
579.
 
580.
 
581.
 
582.
 
583.
 
584.
 
585.
 
586.
 
587.
 
  
588.
 
589.
 
590.
 
591.
 
593.
 
594.
 
595.
 
596.
 
597.
 
601.
 
602.
 
603.
 
605.
 
606.
 
607.
 
608.
 
609.
 
610.
 
611.
 
612.
 
  
613.
 
614.
 
615.
 
616.
 
617.
 
618.
 
619.
 
620.
 
621.
 
622.
 
623.
 
624.
 
625.
 
626.
 
627.
 
628.
 
629.
 
630.
 
632.
 
633.
 
  
634.
 
635.
 
636.
 
637.
 
638.
 
639.
 
640.
 
641.
 
642.
 
643.
 
644.
 
645.
 
646.
 
647.
 
648.
 
649.
 
650.
 
651.
 
652.
 
653.
 
  
654.
 
655.
 
656.
 
657.
 
658.
 
659.
 
660.
 
661.
 
662.
 
663.
 
664.
 
665.
 
666.
 
667.
 
668.
 
669.
 
670.
 
671.
 
672.
 
673.
 
  
674.
 
675.
 
676.
 
677.
 
678.
 
679.
 
680.
 
681.
 
682.
 
683.
 
684.
 
685.
 
686.
 
687.
 
688.
 
689.
 
690.
 
691.
 
692.
 
693.
 
  
694.
 
695.
 
696.
 
697.
 
698.
 
699.
 
718.
 
719.
 
720.
 
721.
 
722.
 
723.
 
724.
 
725.
 
726.
 
727.
 
728.
 
729.
 
730.
 
731.
 
  
732.
 
733.
 
734.
 
735.
 
736.
 
737.
 
738.
 
739.
 
740.
 
741.
 
742.
 
743.
 
744.
 
745.
 
746.
 
747.
 
748.
 
749.
 
750.
 
767.
 
  
768.
 
769.
 
770.
 
900.
 
901.
 
930.
 
950.
```

- 1. pehotni polk »Danzig«
- 2. pehotni polk »Danzig«
- Pehotni polk »Groß-Deutschland«
- 1. pehotni polk »Groß-Deutschland«
- 2. pehotni polk »Groß-Deutschland«
- Pehotni polk »Graeter«
- Pehotni polk »Gumbinnen«
- Pehotni polk »Insterburg«
- Pehotni polk »Lyck«
- Pehotni polk »Reithinger«
- Pehotni polk »T«

### Jurišni
- 14. jurišni polk
- 195. jurišni polk
- 215. jurišni polk
- 853. jurišni polk
- Jurišni polk »Rhodos«

### Grenadirski
- grenadirski polk »Brehm«
- grenadirski polk »Böhmen-Mähren«
- grenadirski polk »Feldherrnhalle«
- grenadirski polk »Gnesen«
- grenadirski polk »Großdeutschland«
- grenadirski polk »Jütland«
- grenadirski polk »Krakau«
- grenadirski polk »König«
- grenadirski polk »Linz«
- 1. grenadirski polk »Oberrhein«
- 2. grenadirski polk »Oberrhein«
- 3. grenadirski polk »Oberrhein«
- 4. grenadirski polk »Oberrhein«
- 5. grenadirski polk »Oberrhein«
- 6. grenadirski polk »Oberrhein«
- 7. grenadirski polk »Oberrhein«
- 8. grenadirski polk »Oberrhein«
- 9. grenadirski polk »Oberrhein«
- 10. grenadirski polk »Oberrhein«
- 11. grenadirski polk »Oberrhein«
- 12. grenadirski polk »Oberrhein«
- 13. grenadirski polk »Oberrhein«
- 14. grenadirski polk »Oberrhein«
- 15. grenadirski polk »Oberrhein«
- 16. grenadirski polk »Oberrhein«
- 17. grenadirski polk »Oberrhein«
- 18. grenadirski polk »Oberrhein«
- 19. grenadirski polk »Oberrhein«
- 20. grenadirski polk »Oberrhein«
- grenadirski polk »Radom«
- grenadirski polk »Reithinger«
- grenadirski polk »Rheinland«
- grenadirski polk »Rhodos«
- grenadirski polk »Wahn«

1. grenadirski polk (Wehrmacht) - 2. grenadirski polk (Wehrmacht) - 3. grenadirski polk (Wehrmacht) - 4. grenadirski polk (Wehrmacht) - 6. grenadirski polk (Wehrmacht) - 7. grenadirski polk (Wehrmacht) - 8. grenadirski polk (Wehrmacht) - 9. grenadirski polk (Wehrmacht) - 10. grenadirski polk (Wehrmacht) - 11. grenadirski polk (Wehrmacht) - 12. grenadirski polk (Wehrmacht) - 14. grenadirski polk (Wehrmacht) - 15. grenadirski polk (Wehrmacht) - 16. grenadirski polk (Wehrmacht) - 17. grenadirski polk (Wehrmacht) - 18. grenadirski polk (Wehrmacht) - 19. grenadirski polk (Wehrmacht) - 20. grenadirski polk (Wehrmacht) - 21. grenadirski polk (Wehrmacht) - 23. grenadirski polk (Wehrmacht) - 24. grenadirski polk (Wehrmacht) - 29. grenadirski polk (Wehrmacht) - 30. grenadirski polk (Wehrmacht) - 31. grenadirski polk (Wehrmacht) - 32. grenadirski polk (Wehrmacht) - 35. grenadirski polk (Wehrmacht) - 36. grenadirski polk (Wehrmacht) - 37. grenadirski polk (Wehrmacht) - 41. grenadirski polk (Wehrmacht) - 42. grenadirski polk (Wehrmacht) - 43. grenadirski polk (Wehrmacht) - 44. grenadirski polk (Wehrmacht) - 45. grenadirski polk (Wehrmacht) - 46. grenadirski polk (Wehrmacht) - 47. grenadirski polk (Wehrmacht) - 48. grenadirski polk (Wehrmacht) - 50. grenadirski polk (Wehrmacht) - 51. grenadirski polk (Wehrmacht) - 53. grenadirski polk (Wehrmacht) - 55. grenadirski polk (Wehrmacht) - 57. grenadirski polk (Wehrmacht) - 58. grenadirski polk (Wehrmacht) - 59. grenadirski polk (Wehrmacht) - 60. grenadirski polk (Wehrmacht) - 61. grenadirski polk (Wehrmacht) - 62. grenadirski polk (Wehrmacht) - 65. grenadirski polk (Wehrmacht) - 67. grenadirski polk (Wehrmacht) - 70. grenadirski polk (Wehrmacht) - 71. grenadirski polk (Wehrmacht) - 72. grenadirski polk (Wehrmacht) - 73. grenadirski polk (Wehrmacht) - 74. grenadirski polk (Wehrmacht) - 76. grenadirski polk (Wehrmacht) - 77. grenadirski polk (Wehrmacht) - 78. grenadirski polk (Wehrmacht) - 80. grenadirski polk (Wehrmacht) - 81. grenadirski polk (Wehrmacht) - 82. grenadirski polk (Wehrmacht) - 84. grenadirski polk (Wehrmacht) - 87. grenadirski polk (Wehrmacht) - 88. grenadirski polk (Wehrmacht) - 89. grenadirski polk (Wehrmacht) - 90. grenadirski polk (Wehrmacht) - 92. grenadirski polk (Wehrmacht) - 94. grenadirski polk (Wehrmacht) - 95. grenadirski polk (Wehrmacht) - 96. grenadirski polk (Wehrmacht) - 97. grenadirski polk (Wehrmacht) - 101. grenadirski polk (Wehrmacht) - 102. grenadirski polk (Wehrmacht) - 104. grenadirski polk (Wehrmacht) - 105. grenadirski polk (Wehrmacht) - 106. grenadirski polk (Wehrmacht) - 107. grenadirski polk (Wehrmacht) - 108. grenadirski polk (Wehrmacht) - 109. grenadirski polk (Wehrmacht) - 110. grenadirski polk (Wehrmacht) - 111. grenadirski polk (Wehrmacht) - 112. grenadirski polk (Wehrmacht) - 113. grenadirski polk (Wehrmacht) - 114. grenadirski polk (Wehrmacht) - 115. grenadirski polk (Wehrmacht) - 116. grenadirski polk (Wehrmacht) - 117. grenadirski polk (Wehrmacht) - 118. grenadirski polk (Wehrmacht) - 119. grenadirski polk (Wehrmacht) - 120. grenadirski polk (Wehrmacht) - 121. grenadirski polk (Wehrmacht) - 122. grenadirski polk (Wehrmacht) - 123. grenadirski polk (Wehrmacht) - 124. grenadirski polk (Wehrmacht) - 126. grenadirski polk (Wehrmacht) - 127. grenadirski polk (Wehrmacht) - 128. grenadirski polk (Wehrmacht) - 130. grenadirski polk (Wehrmacht) - 131. grenadirski polk (Wehrmacht) - 132. grenadirski polk (Wehrmacht) - 133. grenadirski polk (Wehrmacht) - 134. grenadirski polk (Wehrmacht) - 135. grenadirski polk (Wehrmacht) - 145. grenadirski polk (Wehrmacht) - 146. grenadirski polk (Wehrmacht) - 147. grenadirski polk (Wehrmacht) - 148. grenadirski polk (Wehrmacht) - 149. grenadirski polk (Wehrmacht) - 150. grenadirski polk (Wehrmacht) - 151. grenadirski polk (Wehrmacht) - 154. grenadirski polk (Wehrmacht) - 156. grenadirski polk (Wehrmacht) - 157. grenadirski polk (Wehrmacht) - 158. grenadirski polk (Wehrmacht) - 159. grenadirski polk (Wehrmacht) - 160. grenadirski polk (Wehrmacht) - 161. grenadirski polk (Wehrmacht) - 162. grenadirski polk (Wehrmacht) - 163. grenadirski polk (Wehrmacht) - 164. grenadirski polk (Wehrmacht) - 165. grenadirski polk (Wehrmacht) - 166. grenadirski polk (Wehrmacht) - 167. grenadirski polk (Wehrmacht) - 168. grenadirski polk (Wehrmacht) - 169. grenadirski polk (Wehrmacht) - 170. grenadirski polk (Wehrmacht) - 171. grenadirski polk (Wehrmacht) - 172. grenadirski polk (Wehrmacht) - 173. grenadirski polk (Wehrmacht) - 174. grenadirski polk (Wehrmacht) - 176. grenadirski polk (Wehrmacht) - 177. grenadirski polk (Wehrmacht) - 178. grenadirski polk (Wehrmacht) - 179. grenadirski polk (Wehrmacht) - 181. grenadirski polk (Wehrmacht) - 183. grenadirski polk (Wehrmacht) - 184. grenadirski polk (Wehrmacht) - 185. grenadirski polk (Wehrmacht) - 186. grenadirski polk (Wehrmacht) - 187. grenadirski polk (Wehrmacht) - 188. grenadirski polk (Wehrmacht) - 189. grenadirski polk (Wehrmacht) - 190. grenadirski polk (Wehrmacht) - 191. grenadirski polk (Wehrmacht) - 192. grenadirski polk (Wehrmacht) - 193. grenadirski polk (Wehrmacht) - 194. grenadirski polk (Wehrmacht) - 195. grenadirski polk (Wehrmacht) - 196. grenadirski polk (Wehrmacht) - 197. grenadirski polk (Wehrmacht) - 199. grenadirski polk (Wehrmacht) - 202. grenadirski polk (Wehrmacht) - 203. grenadirski polk (Wehrmacht) - 205. grenadirski polk (Wehrmacht) - 208. grenadirski polk (Wehrmacht) - 209. grenadirski polk (Wehrmacht) - 211. grenadirski polk (Wehrmacht) - 212. grenadirski polk (Wehrmacht) - 213. grenadirski polk (Wehrmacht) - 215. grenadirski polk (Wehrmacht) - 216. grenadirski polk (Wehrmacht) - 217. grenadirski polk (Wehrmacht) - 219. grenadirski polk (Wehrmacht) - 220. grenadirski polk (Wehrmacht) - 221. grenadirski polk (Wehrmacht) - 222. grenadirski polk (Wehrmacht) - 223. grenadirski polk (Wehrmacht) - 225. grenadirski polk (Wehrmacht) - 226. grenadirski polk (Wehrmacht) - 227. grenadirski polk (Wehrmacht) - 232. grenadirski polk (Wehrmacht) - 233. grenadirski polk (Wehrmacht) - 234. grenadirski polk (Wehrmacht) - 236. grenadirski polk (Wehrmacht) - 239. grenadirski polk (Wehrmacht) - 240. grenadirski polk (Wehrmacht) - 241. grenadirski polk (Wehrmacht) - 245. grenadirski polk (Wehrmacht) - 246. grenadirski polk (Wehrmacht) - 248. grenadirski polk (Wehrmacht) - 251. grenadirski polk (Wehrmacht) - 252. grenadirski polk (Wehrmacht) - 253. grenadirski polk (Wehrmacht) - 254. grenadirski polk (Wehrmacht) - 255. grenadirski polk (Wehrmacht) - 256. grenadirski polk (Wehrmacht) - 257. grenadirski polk (Wehrmacht) - 258. grenadirski polk (Wehrmacht) - 260. grenadirski polk (Wehrmacht) - 261. grenadirski polk (Wehrmacht) - 266. grenadirski polk (Wehrmacht) - 267. grenadirski polk (Wehrmacht) - 268. grenadirski polk (Wehrmacht) - 269. grenadirski polk (Wehrmacht) - 270. grenadirski polk (Wehrmacht) - 272. grenadirski polk (Wehrmacht) - 273. grenadirski polk (Wehrmacht) - 274. grenadirski polk (Wehrmacht) - 276. grenadirski polk (Wehrmacht) - 277. grenadirski polk (Wehrmacht) - 278. grenadirski polk (Wehrmacht) - 279. grenadirski polk (Wehrmacht) - 280. grenadirski polk (Wehrmacht) - 281. grenadirski polk (Wehrmacht) - 282. grenadirski polk (Wehrmacht) - 283. grenadirski polk (Wehrmacht) - 284. grenadirski polk (Wehrmacht) - 285. grenadirski polk (Wehrmacht) - 286. grenadirski polk (Wehrmacht) - 287. grenadirski polk (Wehrmacht) - 289. grenadirski polk (Wehrmacht) - 290. grenadirski polk (Wehrmacht) - 293. grenadirski polk (Wehrmacht) - 294. grenadirski polk (Wehrmacht) - 295. grenadirski polk (Wehrmacht) - 300. grenadirski polk (Wehrmacht) - 301. grenadirski polk (Wehrmacht) - 302. grenadirski polk (Wehrmacht) - 305. grenadirski polk (Wehrmacht) - 306. grenadirski polk (Wehrmacht) - 307. grenadirski polk (Wehrmacht) - 308. grenadirski polk (Wehrmacht) - 309. grenadirski polk (Wehrmacht) - 310. grenadirski polk (Wehrmacht) - 311. grenadirski polk (Wehrmacht) - 312. grenadirski polk (Wehrmacht) - 313. grenadirski polk (Wehrmacht) - 315. grenadirski polk (Wehrmacht) - 316. grenadirski polk (Wehrmacht) - 317. grenadirski polk (Wehrmacht) - 318. grenadirski polk (Wehrmacht) - 320. grenadirski polk (Wehrmacht) - 321. grenadirski polk (Wehrmacht) - 322. grenadirski polk (Wehrmacht) - 323. grenadirski polk (Wehrmacht) - 324. grenadirski polk (Wehrmacht) - 326. grenadirski polk (Wehrmacht) - 328. grenadirski polk (Wehrmacht) - 330. grenadirski polk (Wehrmacht) - 331. grenadirski polk (Wehrmacht) - 332. grenadirski polk (Wehrmacht) - 333. grenadirski polk (Wehrmacht) - 335. grenadirski polk (Wehrmacht) - 336. grenadirski polk (Wehrmacht) - 337. grenadirski polk (Wehrmacht) - 338. grenadirski polk (Wehrmacht) - 339. grenadirski polk (Wehrmacht) - 340. grenadirski polk (Wehrmacht) - 341. grenadirski polk (Wehrmacht) - 343. grenadirski polk (Wehrmacht) - 344. grenadirski polk (Wehrmacht) - 345. grenadirski polk (Wehrmacht) - 346. grenadirski polk (Wehrmacht) - 347. grenadirski polk (Wehrmacht) - 348. grenadirski polk (Wehrmacht) - 349. grenadirski polk (Wehrmacht) - 350. grenadirski polk (Wehrmacht) - 351. grenadirski polk (Wehrmacht) - 352. grenadirski polk (Wehrmacht) - 353. grenadirski polk (Wehrmacht) - 354. grenadirski polk (Wehrmacht) - 355. grenadirski polk (Wehrmacht) - 357. grenadirski polk (Wehrmacht) - 358. grenadirski polk (Wehrmacht) - 359. grenadirski polk (Wehrmacht) - 360. grenadirski polk (Wehrmacht) - 362. grenadirski polk (Wehrmacht) - 363. grenadirski polk (Wehrmacht) - 364. grenadirski polk (Wehrmacht) - 365. grenadirski polk (Wehrmacht) - 366. grenadirski polk (Wehrmacht) - 367. grenadirski polk (Wehrmacht) - 368. grenadirski polk (Wehrmacht) - 369. grenadirski polk (Wehrmacht) - 370. grenadirski polk (Wehrmacht) - 371. grenadirski polk (Wehrmacht) - 373. grenadirski polk (Wehrmacht) - 374. grenadirski polk (Wehrmacht) - 375. grenadirski polk (Wehrmacht) - 376. grenadirski polk (Wehrmacht) - 377. grenadirski polk (Wehrmacht) - 378. grenadirski polk (Wehrmacht) - 379. grenadirski polk (Wehrmacht) - 380. grenadirski polk (Wehrmacht) - 381. grenadirski polk (Wehrmacht) - 383. grenadirski polk (Wehrmacht) - 384. grenadirski polk (Wehrmacht) - 385. grenadirski polk (Wehrmacht) - 386. grenadirski polk (Wehrmacht) - 387. grenadirski polk (Wehrmacht) - 388. grenadirski polk (Wehrmacht) - 389. grenadirski polk (Wehrmacht) - 390. grenadirski polk (Wehrmacht) - 391. grenadirski polk (Wehrmacht) - 392. grenadirski polk (Wehrmacht) - 396. grenadirski polk (Wehrmacht) - 397. grenadirski polk (Wehrmacht) - 399. grenadirski polk (Wehrmacht) - 401. grenadirski polk (Wehrmacht) - 404. grenadirski polk (Wehrmacht) - 405. grenadirski polk (Wehrmacht) - 406. grenadirski polk (Wehrmacht) - 407. grenadirski polk (Wehrmacht) - 408. grenadirski polk (Wehrmacht) - 409. grenadirski polk (Wehrmacht) - 410. grenadirski polk (Wehrmacht) - 411. grenadirski polk (Wehrmacht) - 412. grenadirski polk (Wehrmacht) - 413. grenadirski polk (Wehrmacht) - 415. grenadirski polk (Wehrmacht) - 416. grenadirski polk (Wehrmacht) - 417. grenadirski polk (Wehrmacht) - 418. grenadirski polk (Wehrmacht) - 419. grenadirski polk (Wehrmacht) - 420. grenadirski polk (Wehrmacht) - 421. grenadirski polk (Wehrmacht) - 422. grenadirski polk (Wehrmacht) - 423. grenadirski polk (Wehrmacht) - 424. grenadirski polk (Wehrmacht) - 425. grenadirski polk (Wehrmacht) - 426. grenadirski polk (Wehrmacht) - 427. grenadirski polk (Wehrmacht) - 428. grenadirski polk (Wehrmacht) - 429. grenadirski polk (Wehrmacht) - 430. grenadirski polk (Wehrmacht) - 431. grenadirski polk (Wehrmacht) - 432. grenadirski polk (Wehrmacht) - 434. grenadirski polk (Wehrmacht) - 435. grenadirski polk (Wehrmacht) - 436. grenadirski polk (Wehrmacht) - 437. grenadirski polk (Wehrmacht) - 438. grenadirski polk (Wehrmacht) - 439. grenadirski polk (Wehrmacht) - 440. grenadirski polk (Wehrmacht) - 442. grenadirski polk (Wehrmacht) - 445. grenadirski polk (Wehrmacht) - 446. grenadirski polk (Wehrmacht) - 447. grenadirski polk (Wehrmacht) - 448. grenadirski polk (Wehrmacht) - 449. grenadirski polk (Wehrmacht) - 451. grenadirski polk (Wehrmacht) - 453. grenadirski polk (Wehrmacht) - 454. grenadirski polk (Wehrmacht) - 456. grenadirski polk (Wehrmacht) - 457. grenadirski polk (Wehrmacht) - 458. grenadirski polk (Wehrmacht) - 459. grenadirski polk (Wehrmacht) - 460. grenadirski polk (Wehrmacht) - 461. grenadirski polk (Wehrmacht) - 462. grenadirski polk (Wehrmacht) - 463. grenadirski polk (Wehrmacht) - 464. grenadirski polk (Wehrmacht) - 465. grenadirski polk (Wehrmacht) - 466. grenadirski polk (Wehrmacht) - 467. grenadirski polk (Wehrmacht) - 468. grenadirski polk (Wehrmacht) - 469. grenadirski polk (Wehrmacht) - 470. grenadirski polk (Wehrmacht) - 471. grenadirski polk (Wehrmacht) - 472. grenadirski polk (Wehrmacht) - 473. grenadirski polk (Wehrmacht) - 474. grenadirski polk (Wehrmacht) - 475. grenadirski polk (Wehrmacht) - 476. grenadirski polk (Wehrmacht) - 477. grenadirski polk (Wehrmacht) - 478. grenadirski polk (Wehrmacht) - 479. grenadirski polk (Wehrmacht) - 480. grenadirski polk (Wehrmacht) - 481. grenadirski polk (Wehrmacht) - 482. grenadirski polk (Wehrmacht) - 483. grenadirski polk (Wehrmacht) - 484. grenadirski polk (Wehrmacht) - 485. grenadirski polk (Wehrmacht) - 486. grenadirski polk (Wehrmacht) - 487. grenadirski polk (Wehrmacht) - 488. grenadirski polk (Wehrmacht) - 489. grenadirski polk (Wehrmacht) - 490. grenadirski polk (Wehrmacht) - 492. grenadirski polk (Wehrmacht) - 493. grenadirski polk (Wehrmacht) - 495. grenadirski polk (Wehrmacht) - 497. grenadirski polk (Wehrmacht) - 499. grenadirski polk (Wehrmacht) - 501. grenadirski polk (Wehrmacht) - 502. grenadirski polk (Wehrmacht) - 503. grenadirski polk (Wehrmacht) - 504. grenadirski polk (Wehrmacht) - 505. grenadirski polk (Wehrmacht) - 506. grenadirski polk (Wehrmacht) - 507. grenadirski polk (Wehrmacht) - 508. grenadirski polk (Wehrmacht) - 509. grenadirski polk (Wehrmacht) - 510. grenadirski polk (Wehrmacht) - 511. grenadirski polk (Wehrmacht) - 512. grenadirski polk (Wehrmacht) - 513. grenadirski polk (Wehrmacht) - 514. grenadirski polk (Wehrmacht) - 515. grenadirski polk (Wehrmacht) - 516. grenadirski polk (Wehrmacht) - 517. grenadirski polk (Wehrmacht) - 518. grenadirski polk (Wehrmacht) - 519. grenadirski polk (Wehrmacht) - 520. grenadirski polk (Wehrmacht) - 521. grenadirski polk (Wehrmacht) - 522. grenadirski polk (Wehrmacht) - 523. grenadirski polk (Wehrmacht) - 524. grenadirski polk (Wehrmacht) - 525. grenadirski polk (Wehrmacht) - 526. grenadirski polk (Wehrmacht) - 527. grenadirski polk (Wehrmacht) - 528. grenadirski polk (Wehrmacht) - 529. grenadirski polk (Wehrmacht) - 530. grenadirski polk (Wehrmacht) - 531. grenadirski polk (Wehrmacht) - 532. grenadirski polk (Wehrmacht) - 533. grenadirski polk (Wehrmacht) - 534. grenadirski polk (Wehrmacht) - 535. grenadirski polk (Wehrmacht) - 536. grenadirski polk (Wehrmacht) - 537. grenadirski polk (Wehrmacht) - 538. grenadirski polk (Wehrmacht) - 539. grenadirski polk (Wehrmacht) - 541. grenadirski polk (Wehrmacht) - 542. grenadirski polk (Wehrmacht) - 543. grenadirski polk (Wehrmacht) - 544. grenadirski polk (Wehrmacht) - 545. grenadirski polk (Wehrmacht) - 546. grenadirski polk (Wehrmacht) - 547. grenadirski polk (Wehrmacht) - 548. grenadirski polk (Wehrmacht) - 549. grenadirski polk (Wehrmacht) - 551. grenadirski polk (Wehrmacht) - 552. grenadirski polk (Wehrmacht) - 553. grenadirski polk (Wehrmacht) - 554. grenadirski polk (Wehrmacht) - 555. grenadirski polk (Wehrmacht) - 556. grenadirski polk (Wehrmacht) - 557. grenadirski polk (Wehrmacht) - 558. grenadirski polk (Wehrmacht) - 559. grenadirski polk (Wehrmacht) - 562. grenadirski polk (Wehrmacht) - 563. grenadirski polk (Wehrmacht) - 564. grenadirski polk (Wehrmacht) - 565. grenadirski polk (Wehrmacht) - 566. grenadirski polk (Wehrmacht) - 567. grenadirski polk (Wehrmacht) - 568. grenadirski polk (Wehrmacht) - 569. grenadirski polk (Wehrmacht) - 570. grenadirski polk (Wehrmacht) - 571. grenadirski polk (Wehrmacht) - 572. grenadirski polk (Wehrmacht) - 573. grenadirski polk (Wehrmacht) - 574. grenadirski polk (Wehrmacht) - 575. grenadirski polk (Wehrmacht) - 576. grenadirski polk (Wehrmacht) - 577. grenadirski polk (Wehrmacht) - 578. grenadirski polk (Wehrmacht) - 579. grenadirski polk (Wehrmacht) - 580. grenadirski polk (Wehrmacht) - 581. grenadirski polk (Wehrmacht) - 582. grenadirski polk (Wehrmacht) - 583. grenadirski polk (Wehrmacht) - 584. grenadirski polk (Wehrmacht) - 585. grenadirski polk (Wehrmacht) - 586. grenadirski polk (Wehrmacht) - 587. grenadirski polk (Wehrmacht) - 588. grenadirski polk (Wehrmacht) - 589. grenadirski polk (Wehrmacht) - 590. grenadirski polk (Wehrmacht) - 591. grenadirski polk (Wehrmacht) - 592. grenadirski polk (Wehrmacht) - 593. grenadirski polk (Wehrmacht) - 594. grenadirski polk (Wehrmacht) - 595. grenadirski polk (Wehrmacht) - 596. grenadirski polk (Wehrmacht) - 597. grenadirski polk (Wehrmacht) - 604. grenadirski polk (Wehrmacht) - 606. grenadirski polk (Wehrmacht) - 613. grenadirski polk (Wehrmacht) - 614. grenadirski polk (Wehrmacht) - 615. grenadirski polk (Wehrmacht) - 616. grenadirski polk (Wehrmacht) - 617. grenadirski polk (Wehrmacht) - 618. grenadirski polk (Wehrmacht) - 619. grenadirski polk (Wehrmacht) - 620. grenadirski polk (Wehrmacht) - 623. grenadirski polk (Wehrmacht) - 625. grenadirski polk (Wehrmacht) - 635. grenadirski polk (Wehrmacht) - 636. grenadirski polk (Wehrmacht) - 637. grenadirski polk (Wehrmacht) - 638. grenadirski polk (Wehrmacht) - 639. grenadirski polk (Wehrmacht) - 640. grenadirski polk (Wehrmacht) - 652. grenadirski polk (Wehrmacht) - 653. grenadirski polk (Wehrmacht) - 657. grenadirski polk (Wehrmacht) - 658. grenadirski polk (Wehrmacht) - 659. grenadirski polk (Wehrmacht) - 660. grenadirski polk (Wehrmacht) - 661. grenadirski polk (Wehrmacht) - 662. grenadirski polk (Wehrmacht) - 663. grenadirski polk (Wehrmacht) - 664. grenadirski polk (Wehrmacht) - 665. grenadirski polk (Wehrmacht) - 666. grenadirski polk (Wehrmacht) - 667. grenadirski polk (Wehrmacht) - 668. grenadirski polk (Wehrmacht) - 669. grenadirski polk (Wehrmacht) - 670. grenadirski polk (Wehrmacht) - 671. grenadirski polk (Wehrmacht) - 672. grenadirski polk (Wehrmacht) - 673. grenadirski polk (Wehrmacht) - 676. grenadirski polk (Wehrmacht) - 677. grenadirski polk (Wehrmacht) - 678. grenadirski polk (Wehrmacht) - 679. grenadirski polk (Wehrmacht) - 680. grenadirski polk (Wehrmacht) - 681. grenadirski polk (Wehrmacht) - 682. grenadirski polk (Wehrmacht) - 683. grenadirski polk (Wehrmacht) - 684. grenadirski polk (Wehrmacht) - 685. grenadirski polk (Wehrmacht) - 686. grenadirski polk (Wehrmacht) - 687. grenadirski polk (Wehrmacht) - 688. grenadirski polk (Wehrmacht) - 689. grenadirski polk (Wehrmacht) - 690. grenadirski polk (Wehrmacht) - 691. grenadirski polk (Wehrmacht) - 692. grenadirski polk (Wehrmacht) - 693. grenadirski polk (Wehrmacht) - 694. grenadirski polk (Wehrmacht) - 695. grenadirski polk (Wehrmacht) - 696. grenadirski polk (Wehrmacht) - 697. grenadirski polk (Wehrmacht) - 698. grenadirski polk (Wehrmacht) - 699. grenadirski polk (Wehrmacht) - 706. grenadirski polk (Wehrmacht) - 709. grenadirski polk (Wehrmacht) - 712. grenadirski polk (Wehrmacht) - 713. grenadirski polk (Wehrmacht) - 714. grenadirski polk (Wehrmacht) - 715. grenadirski polk (Wehrmacht) - 716. grenadirski polk (Wehrmacht) - 717. grenadirski polk (Wehrmacht) - 718. grenadirski polk (Wehrmacht) - 719. grenadirski polk (Wehrmacht) - 720. grenadirski polk (Wehrmacht) - 721. grenadirski polk (Wehrmacht) - 722. grenadirski polk (Wehrmacht) - 723. grenadirski polk (Wehrmacht) - 726. grenadirski polk (Wehrmacht) - 727. grenadirski polk (Wehrmacht) - 728. grenadirski polk (Wehrmacht) - 729. grenadirski polk (Wehrmacht) - 730. grenadirski polk (Wehrmacht) - 731. grenadirski polk (Wehrmacht) - 732. grenadirski polk (Wehrmacht) - 733. grenadirski polk (Wehrmacht) - 734. grenadirski polk (Wehrmacht) - 735. grenadirski polk (Wehrmacht) - 736. grenadirski polk (Wehrmacht) - 737. grenadirski polk (Wehrmacht) - 738. grenadirski polk (Wehrmacht) - 739. grenadirski polk (Wehrmacht) - 740. grenadirski polk (Wehrmacht) - 741. grenadirski polk (Wehrmacht) - 742. grenadirski polk (Wehrmacht) - 743. grenadirski polk (Wehrmacht) - 744. grenadirski polk (Wehrmacht) - 745. grenadirski polk (Wehrmacht) - 746. grenadirski polk (Wehrmacht) - 747. grenadirski polk (Wehrmacht) - 748. grenadirski polk (Wehrmacht) - 749. grenadirski polk (Wehrmacht) - 750. grenadirski polk (Wehrmacht) - 751. grenadirski polk (Wehrmacht) - 752. grenadirski polk (Wehrmacht) - 753. grenadirski polk (Wehrmacht) - 754. grenadirski polk (Wehrmacht) - 755. grenadirski polk (Wehrmacht) - 756. grenadirski polk (Wehrmacht) - 757. grenadirski polk (Wehrmacht) - 758. grenadirski polk (Wehrmacht) - 759. grenadirski polk (Wehrmacht) - 760. grenadirski polk (Wehrmacht) - 761. grenadirski polk (Wehrmacht) - 762. grenadirski polk (Wehrmacht) - 763. grenadirski polk (Wehrmacht) - 764. grenadirski polk (Wehrmacht) - 765. grenadirski polk (Wehrmacht) - 766. grenadirski polk (Wehrmacht) - 767. grenadirski polk (Wehrmacht) - 768. grenadirski polk (Wehrmacht) - 769. grenadirski polk (Wehrmacht) - 770. grenadirski polk (Wehrmacht) - 772. grenadirski polk (Wehrmacht) - 774. grenadirski polk (Wehrmacht) - 832. grenadirski polk (Wehrmacht) - 846. grenadirski polk (Wehrmacht) - 847. grenadirski polk (Wehrmacht) - 848. grenadirski polk (Wehrmacht) - 849. grenadirski polk (Wehrmacht) - 850. grenadirski polk (Wehrmacht) - 851. grenadirski polk (Wehrmacht) - 852. grenadirski polk (Wehrmacht) - 853. grenadirski polk (Wehrmacht) - 854. grenadirski polk (Wehrmacht) - 855. grenadirski polk (Wehrmacht) - 856. grenadirski polk (Wehrmacht) - 857. grenadirski polk (Wehrmacht) - 858. grenadirski polk (Wehrmacht) - 859. grenadirski polk (Wehrmacht) - 860. grenadirski polk (Wehrmacht) - 861. grenadirski polk (Wehrmacht) - 862. grenadirski polk (Wehrmacht) - 863. grenadirski polk (Wehrmacht) - 864. grenadirski polk (Wehrmacht) - 865. grenadirski polk (Wehrmacht) - 866. grenadirski polk (Wehrmacht) - 867. grenadirski polk (Wehrmacht) - 868. grenadirski polk (Wehrmacht) - 869. grenadirski polk (Wehrmacht) - 870. grenadirski polk (Wehrmacht) - 871. grenadirski polk (Wehrmacht) - 875. grenadirski polk (Wehrmacht) - 876. grenadirski polk (Wehrmacht) - 877. grenadirski polk (Wehrmacht) - 878. grenadirski polk (Wehrmacht) - 879. grenadirski polk (Wehrmacht) - 880. grenadirski polk (Wehrmacht) - 881. grenadirski polk (Wehrmacht) - 882. grenadirski polk (Wehrmacht) - 883. grenadirski polk (Wehrmacht) - 884. grenadirski polk (Wehrmacht) - 885. grenadirski polk (Wehrmacht) - 886. grenadirski polk (Wehrmacht) - 887. grenadirski polk (Wehrmacht) - 888. grenadirski polk (Wehrmacht) - 889. grenadirski polk (Wehrmacht) - 890. grenadirski polk (Wehrmacht) - 891. grenadirski polk (Wehrmacht) - 892. grenadirski polk (Wehrmacht) - 893. grenadirski polk (Wehrmacht) - 894. grenadirski polk (Wehrmacht) - 895. grenadirski polk (Wehrmacht) - 896. grenadirski polk (Wehrmacht) - 897. grenadirski polk (Wehrmacht) - 898. grenadirski polk (Wehrmacht) - 899. grenadirski polk (Wehrmacht) - 911. grenadirski polk (Wehrmacht) - 912. grenadirski polk (Wehrmacht) - 913. grenadirski polk (Wehrmacht) - 914. grenadirski polk (Wehrmacht) - 915. grenadirski polk (Wehrmacht) - 916. grenadirski polk (Wehrmacht) - 917. grenadirski polk (Wehrmacht) - 918. grenadirski polk (Wehrmacht) - 919. grenadirski polk (Wehrmacht) - 920. grenadirski polk (Wehrmacht) - 921. grenadirski polk (Wehrmacht) - 922. grenadirski polk (Wehrmacht) - 926. grenadirski polk (Wehrmacht) - 927. grenadirski polk (Wehrmacht) - 930. grenadirski polk (Wehrmacht) - 931. grenadirski polk (Wehrmacht) - 932. grenadirski polk (Wehrmacht) - 933. grenadirski polk (Wehrmacht) - 934. grenadirski polk (Wehrmacht) - 935. grenadirski polk (Wehrmacht) - 936. grenadirski polk (Wehrmacht) - 937. grenadirski polk (Wehrmacht) - 941. grenadirski polk (Wehrmacht) - 942. grenadirski polk (Wehrmacht) - 943. grenadirski polk (Wehrmacht) - 944. grenadirski polk (Wehrmacht) - 945. grenadirski polk (Wehrmacht) - 946. grenadirski polk (Wehrmacht) - 947. grenadirski polk (Wehrmacht) - 948. grenadirski polk (Wehrmacht) - 949. grenadirski polk (Wehrmacht) - 951. grenadirski polk (Wehrmacht) - 952. grenadirski polk (Wehrmacht) - 953. grenadirski polk (Wehrmacht) - 954. grenadirski polk (Wehrmacht) - 955. grenadirski polk (Wehrmacht) - 956. grenadirski polk (Wehrmacht) - 957. grenadirski polk (Wehrmacht) - 958. grenadirski polk (Wehrmacht) - 959. grenadirski polk (Wehrmacht) - 969. grenadirski polk (Wehrmacht) - 971. grenadirski polk (Wehrmacht) - 972. grenadirski polk (Wehrmacht) - 973. grenadirski polk (Wehrmacht) - 974. grenadirski polk (Wehrmacht) - 975. grenadirski polk (Wehrmacht) - 976. grenadirski polk (Wehrmacht) - 977. grenadirski polk (Wehrmacht) - 978. grenadirski polk (Wehrmacht) - 979. grenadirski polk (Wehrmacht) - 980. grenadirski polk (Wehrmacht) - 981. grenadirski polk (Wehrmacht) - 982. grenadirski polk (Wehrmacht) - 983. grenadirski polk (Wehrmacht) - 984. grenadirski polk (Wehrmacht) - 985. grenadirski polk (Wehrmacht) - 986. grenadirski polk (Wehrmacht) - 987. grenadirski polk (Wehrmacht) - 988. grenadirski polk (Wehrmacht) - 989. grenadirski polk (Wehrmacht) - 990. grenadirski polk (Wehrmacht) - 991. grenadirski polk (Wehrmacht) - 992. grenadirski polk (Wehrmacht) - 993. grenadirski polk (Wehrmacht) - 994. grenadirski polk (Wehrmacht) - 1000. grenadirski polk (Wehrmacht) - 1001. grenadirski polk (Wehrmacht) - 1018. grenadirski polk (Wehrmacht) - 1019. grenadirski polk (Wehrmacht) - 1020. grenadirski polk (Wehrmacht) - 1021. grenadirski polk (Wehrmacht) - 1022. grenadirski polk (Wehrmacht) - 1023. grenadirski polk (Wehrmacht) - 1024. grenadirski polk (Wehrmacht) - 1025. grenadirski polk (Wehrmacht) - 1026. grenadirski polk (Wehrmacht) - 1027. grenadirski polk (Wehrmacht) - 1028. grenadirski polk (Wehrmacht) - 1029. grenadirski polk (Wehrmacht) - 1030. grenadirski polk (Wehrmacht) - 1031. grenadirski polk (Wehrmacht) - 1032. grenadirski polk (Wehrmacht) - 1033. grenadirski polk (Wehrmacht) - 1034. grenadirski polk (Wehrmacht) - 1035. grenadirski polk (Wehrmacht) - 1036. grenadirski polk (Wehrmacht) - 1037. grenadirski polk (Wehrmacht) - 1038. grenadirski polk (Wehrmacht) - 1039. grenadirski polk (Wehrmacht) - 1040. grenadirski polk (Wehrmacht) - 1041. grenadirski polk (Wehrmacht) - 1042. grenadirski polk (Wehrmacht) - 1043. grenadirski polk (Wehrmacht) - 1044. grenadirski polk (Wehrmacht) - 1045. grenadirski polk (Wehrmacht) - 1046. grenadirski polk (Wehrmacht) - 1047. grenadirski polk (Wehrmacht) - 1048. grenadirski polk (Wehrmacht) - 1049. grenadirski polk (Wehrmacht) - 1050. grenadirski polk (Wehrmacht) - 1051. grenadirski polk (Wehrmacht) - 1052. grenadirski polk (Wehrmacht) - 1053. grenadirski polk (Wehrmacht) - 1054. grenadirski polk (Wehrmacht) - 1055. grenadirski polk (Wehrmacht) - 1056. grenadirski polk (Wehrmacht) - 1057. grenadirski polk (Wehrmacht) - 1058. grenadirski polk (Wehrmacht) - 1059. grenadirski polk (Wehrmacht) - 1060. grenadirski polk (Wehrmacht) - 1061. grenadirski polk (Wehrmacht) - 1062. grenadirski polk (Wehrmacht) - 1063. grenadirski polk (Wehrmacht) - 1064. grenadirski polk (Wehrmacht) - 1065. grenadirski polk (Wehrmacht) - 1066. grenadirski polk (Wehrmacht) - 1067. grenadirski polk (Wehrmacht) - 1068. grenadirski polk (Wehrmacht) - 1069. grenadirski polk (Wehrmacht) - 1070. grenadirski polk (Wehrmacht) - 1071. grenadirski polk (Wehrmacht) - 1072. grenadirski polk (Wehrmacht) - 1073. grenadirski polk (Wehrmacht) - 1074. grenadirski polk (Wehrmacht) - 1075. grenadirski polk (Wehrmacht) - 1076. grenadirski polk (Wehrmacht) - 1077. grenadirski polk (Wehrmacht) - 1078. grenadirski polk (Wehrmacht) - 1079. grenadirski polk (Wehrmacht) - 1080. grenadirski polk (Wehrmacht) - 1081. grenadirski polk (Wehrmacht) - 1082. grenadirski polk (Wehrmacht) - 1083. grenadirski polk (Wehrmacht) - 1084. grenadirski polk (Wehrmacht) - 1085. grenadirski polk (Wehrmacht) - 1086. grenadirski polk (Wehrmacht) - 1087. grenadirski polk (Wehrmacht) - 1088. grenadirski polk (Wehrmacht) - 1089. grenadirski polk (Wehrmacht) - 1090. grenadirski polk (Wehrmacht) - 1091. grenadirski polk (Wehrmacht) - 1092. grenadirski polk (Wehrmacht) - 1093. grenadirski polk (Wehrmacht) - 1094. grenadirski polk (Wehrmacht) - 1095. grenadirski polk (Wehrmacht) - 1096. grenadirski polk (Wehrmacht) - 1097. grenadirski polk (Wehrmacht) - 1098. grenadirski polk (Wehrmacht) - 1099. grenadirski polk (Wehrmacht) - 1100. grenadirski polk (Wehrmacht) - 1101. grenadirski polk (Wehrmacht) - 1111. grenadirski polk (Wehrmacht) - 1112. grenadirski polk (Wehrmacht) - 1113. grenadirski polk (Wehrmacht) - 1114. grenadirski polk (Wehrmacht) - 1115. grenadirski polk (Wehrmacht) - 1116. grenadirski polk (Wehrmacht) - 1117. grenadirski polk (Wehrmacht) - 1118. grenadirski polk (Wehrmacht) - 1119. grenadirski polk (Wehrmacht) - 1120. grenadirski polk (Wehrmacht) - 1121. grenadirski polk (Wehrmacht) - 1122. grenadirski polk (Wehrmacht) - 1123. grenadirski polk (Wehrmacht) - 1124. grenadirski polk (Wehrmacht) - 1125. grenadirski polk (Wehrmacht) - 1126. grenadirski polk (Wehrmacht) - 1127. grenadirski polk (Wehrmacht) - 1128. grenadirski polk (Wehrmacht) - 1129. grenadirski polk (Wehrmacht) - 1130. grenadirski polk (Wehrmacht) - 1141. grenadirski polk (Wehrmacht) - 1142. grenadirski polk (Wehrmacht) - 1143. grenadirski polk (Wehrmacht) - 1144. grenadirski polk (Wehrmacht) - 1145. grenadirski polk (Wehrmacht) - 1146. grenadirski polk (Wehrmacht) - 1147. grenadirski polk (Wehrmacht) - 1148. grenadirski polk (Wehrmacht) - 1149. grenadirski polk (Wehrmacht) - 1150. grenadirski polk (Wehrmacht) - 1151. grenadirski polk (Wehrmacht) - 1152. grenadirski polk (Wehrmacht) - 1153. grenadirski polk (Wehrmacht) - 1154. grenadirski polk (Wehrmacht) - 1155. grenadirski polk (Wehrmacht) - 1156. grenadirski polk (Wehrmacht) - 1157. grenadirski polk (Wehrmacht) - 1158. grenadirski polk (Wehrmacht) - 1159. grenadirski polk (Wehrmacht) - 1160. grenadirski polk (Wehrmacht) - 1161. grenadirski polk (Wehrmacht) - 1162. grenadirski polk (Wehrmacht) - 1163. grenadirski polk (Wehrmacht) - 1164. grenadirski polk (Wehrmacht) - 1165. grenadirski polk (Wehrmacht) - 1166. grenadirski polk (Wehrmacht) - 1167. grenadirski polk (Wehrmacht) - 1168. grenadirski polk (Wehrmacht) - 1169. grenadirski polk (Wehrmacht) - 1170. grenadirski polk (Wehrmacht) - 1171. grenadirski polk (Wehrmacht) - 1172. grenadirski polk (Wehrmacht) - 1173. grenadirski polk (Wehrmacht) - 1174. grenadirski polk (Wehrmacht) - 1175. grenadirski polk (Wehrmacht) - 1176. grenadirski polk (Wehrmacht) - 1177. grenadirski polk (Wehrmacht) - 1178. grenadirski polk (Wehrmacht) - 1179. grenadirski polk (Wehrmacht) - 1180. grenadirski polk (Wehrmacht) - 1181. grenadirski polk (Wehrmacht) - 1182. grenadirski polk (Wehrmacht) - 1183. grenadirski polk (Wehrmacht) - 1184. grenadirski polk (Wehrmacht) - 1185. grenadirski polk (Wehrmacht) - 1186. grenadirski polk (Wehrmacht) - 1187. grenadirski polk (Wehrmacht) - 1188. grenadirski polk (Wehrmacht) - 1189. grenadirski polk (Wehrmacht) - 1190. grenadirski polk (Wehrmacht) - 1191. grenadirski polk (Wehrmacht) - 1192. grenadirski polk (Wehrmacht) - 1193. grenadirski polk (Wehrmacht) - 1194. grenadirski polk (Wehrmacht) - 1195. grenadirski polk (Wehrmacht) - 1196. grenadirski polk (Wehrmacht) - 1197. grenadirski polk (Wehrmacht) - 1198. grenadirski polk (Wehrmacht) - 1199. grenadirski polk (Wehrmacht) - 1200. grenadirski polk (Wehrmacht) - 1204. grenadirski polk (Wehrmacht) - 1205. grenadirski polk (Wehrmacht) - 1206. grenadirski polk (Wehrmacht) - 1207. grenadirski polk (Wehrmacht) - 1208. grenadirski polk (Wehrmacht) - 1209. grenadirski polk (Wehrmacht) - 1210. grenadirski polk (Wehrmacht) - 1211. grenadirski polk (Wehrmacht) - 1212. grenadirski polk (Wehrmacht) - 1213. grenadirski polk (Wehrmacht) - 1214. grenadirski polk (Wehrmacht) - 1215. grenadirski polk (Wehrmacht) - 1216. grenadirski polk (Wehrmacht) - 1217. grenadirski polk (Wehrmacht) - 1218. grenadirski polk (Wehrmacht) - 1219. grenadirski polk (Wehrmacht) - 1220. grenadirski polk (Wehrmacht) - 1221. grenadirski polk (Wehrmacht) - 1222. grenadirski polk (Wehrmacht) - 1223. grenadirski polk (Wehrmacht) - 1224. grenadirski polk (Wehrmacht) - 1225. grenadirski polk (Wehrmacht) - 1226. grenadirski polk (Wehrmacht) - 1227. grenadirski polk (Wehrmacht) - 1228. grenadirski polk (Wehrmacht) - 1229. grenadirski polk (Wehrmacht) - 1230. grenadirski polk (Wehrmacht) - 1231. grenadirski polk (Wehrmacht) - 1232. grenadirski polk (Wehrmacht) - 1233. grenadirski polk (Wehrmacht) - 1234. grenadirski polk (Wehrmacht) - 1235. grenadirski polk (Wehrmacht) - 1236. grenadirski polk (Wehrmacht) - 1237. grenadirski polk (Wehrmacht) - 1238. grenadirski polk (Wehrmacht) - 1239. grenadirski polk (Wehrmacht) - 1240. grenadirski polk (Wehrmacht) - 1241. grenadirski polk (Wehrmacht) - 1242. grenadirski polk (Wehrmacht) - 1243. grenadirski polk (Wehrmacht) - 1244. grenadirski polk (Wehrmacht) - 1245. grenadirski polk (Wehrmacht) - 1246. grenadirski polk (Wehrmacht) - 1247. grenadirski polk (Wehrmacht) - 1248. grenadirski polk (Wehrmacht) - 1249. grenadirski polk (Wehrmacht) - 1250. grenadirski polk (Wehrmacht) - 1256. grenadirski polk (Wehrmacht) - 1601. grenadirski polk (Wehrmacht) - 1602. grenadirski polk (Wehrmacht) - 1603. grenadirski polk (Wehrmacht) - 1604. grenadirski polk (Wehrmacht) - 1605. grenadirski polk (Wehrmacht) - 1606. grenadirski polk (Wehrmacht) - 1607. grenadirski polk (Wehrmacht) - 1651. grenadirski polk (Wehrmacht) - 1652. grenadirski polk (Wehrmacht) - 1653. grenadirski polk (Wehrmacht)

### Gorski
- Gorski polk »Admont«
- Gorski polk »Meeralpen«
- Gorski polk »Treeck«
- 13. gorski polk
- 85. gorski polk
- 91. gorski polk
- 98. gorski polk
- 99. gorski polk
- 100. gorski polk
- 136. gorski polk
- 137. gorski polk
- 138. gorski polk
- 139. gorski polk
- 140. gorski polk
- 141. gorski polk
- 142. gorski polk
- 143. gorski polk
- 144. gorski polk
- 206. gorski polk
- 218. gorski polk
- 296. gorski polk
- 297. gorski polk
- 756. gorski polk
- 1136. gorski polk
- 1137. gorski polk
- 1138. gorski polk
- 1139. gorski polk

### Smučarski
- 1. smučarskolovski polk
- 2. smučarskolovski polk

### Lovski
- 20. lovski polk
- 25. lovski polk
- 28. lovski polk
- 38. lovski polk
- 40. lovski polk
- 49. lovski polk
- 54. lovski polk
- 56. lovski polk
- 75. lovski polk
- 83. lovski polk
- 204. lovski polk
- 206. lovski polk
- 207. lovski polk
- 218. lovski polk
- 227. lovski polk
- 228. lovski polk
- 229. lovski polk
- 721. lovski polk
- 724. lovski polk
- 734. lovski polk
- 737. lovski polk
- 738. lovski polk
- 749. lovski polk

### Tankovskogrenadirski
- Tankovskogrenadirski polk »Afrika«
- 1. tankovskogrenadirski polk »Feldhernnhalle«
- 3. tankovskogrenadirski polk »Feldhernnhalle«
- 1. Führer-tankovskogrenadirski polk
- 3. Führer-tankovskogrenadirski polk
- 4. Führer-tankovskogrenadirski polk
- 5. Führer-tankovskogrenadirski polk
- 1. tankovskogrenadirski polk »Jüterbog«
- 2. tankovskogrenadirski polk »Jüterbog«
- Tankovskogrenadirski polk »Kurmark«
- 1. tankovskogrenadirski polk »Krampnitz«
- 2. tankovskogrenadirski polk »Krampnitz«
- 1. tankovskogrenadirski polk »Müncheberg«
- 2. tankovskogrenadirski polk »Müncheberg«
- Tankovskogrenadirski polk »Neapel«
- Tankovskogrenadirski polk »Norwegen«
- Tankovskogrenadirski polk »Palermo«
- 1. tankovskogrenadirski polk »Schlesien«
- 2. tankovskogrenadirski polk »Schlesien«
- Tankovskogrenadirski polk za posebne namene »Wöhl«

```
  
1.
   
2.
   
3.
   
4.
   
5.
   
6.
   
7.
   
8.
   
9.
   
10.
  
11.
  
12.
  
13.
  
14.
  
15.
  
20.
  
21.
  
25.
  
26.
  
28.

  
29.
  
30.
  
33.
  
35.
  
40.
  
41.
  
42.
  
47.
  
50.
  
51.
  
52.
  
59.
  
60.
  
63.
  
64.
  
66.
  
67.
  
69.
  
71.
  
73.

  
74.
  
76.
  
79.
  
83.
  
86.
  
90.
  
93.
  
98.
  
99.
  
100.
 
101.
 
102.
 
103.
 
104.
 
108.
 
110.
 
111.
 
112.
 
113.
 
114.
 
  
115.
 
119.
 
125.
 
126.
 
128.
 
129.
 
139.
 
140.
 
142.
 
146.
 
147.
 
152.
 
153.
 
155.
 
156.
 
160.
 
165.
 
192.
 
200.
 
304.
 
  
361.
 
382.
 
394.
 
433.
 
891.
 
2111.
 
2112.
 
2113.
```

### Strelski
- Strelski polk »Oslo«

```
  
1.
   
2.
   
3.
   
4.
   
5.
   
6.
   
7.
   
8.
   
10.
   
11.
  
12.
  
13.
  
15.
  
21.
  
25.
  
26.
  
28.
  
33.
  
40.
  
52.
 
  
59.
  
63.
  
64.
  
66.
  
69.
  
73.
  
74.
  
79.
  
86.
   
93.
  
100.
  
111.
  
112.
  
113.
  
114.
  
115.
  
126.
  
128.
  
129.
  
140.
  
  
146.
  
155.
  
304.
  
361.
  
394.
  
961.
  
962.
  
963.
```

### Tankovskolovski
- 656. tankovskolovski polk

### Izvidniški
- 7. izvidniški polk
- 8. izvidniški polk
- 9. izvidniški polk

### Fusilirski
- fusilirski polk »Feldherrnhalle«
- fusilirski polk »Großdeutschland«
- 22. fusilirski polk
- 26. fusilirski polk
- 27. fusilirski polk
- 34. fusilirski polk
- 39. fusilirski polk
- 68. fusilirski polk
- 202. fusilirski polk
- 230. fusilirski polk

### Konjeniški
- Konjeniški polk »Fürst von Urach«
- Konjeniški polk »von Jungschulte«
- Konjeniški polk Sredina
- Konjeniški polk Sever
- Konjeniški polk Jug

```
 
3.
   
4.
   
5.
   
6.
   
8.
   
9.
   
10.
   
11.
   
13.
   
14.
  
15.
  
17.
  
18.
  
105.
```

### Reiter
```
 
1.
   
2.
   
3.
   
4.
   
5.
   
6.
   
7.
   
8.
   
9.
   
10.
  
11.
  
12.
  
13.
  
14.
  
15.
  
16.
  
17.
  
18.
  
21.
  
22.
 
 
31.
  
32.
  
41.
```

### Tankovski
- Tankovski polk »Brandenburg«
- Tankovski polk »Coburg«
- 1. tankovski polk »Feldherrnhalle«
- 2. tankovski polk »Feldherrnhalle«
- Tankovski polk »Großdeutschland«
- Tankovski polk »Kurmark«
- 1. Führer-tankovski polk
- 2. Führer-tankovski polk
- 130. tankovski šolski polk (Wehrmacht)
- 1. tankovski polk (Wehrmacht)
- 2. tankovski polk (Wehrmacht)
- 3. tankovski polk (Wehrmacht)
- 4. tankovski polk (Wehrmacht)
- 5. tankovski polk (Wehrmacht)
- 6. tankovski polk (Wehrmacht)
- 7. tankovski polk (Wehrmacht)
- 8. tankovski polk (Wehrmacht)
- 9. tankovski polk (Wehrmacht)
- 10. tankovski polk (Wehrmacht)
- 11. tankovski polk (Wehrmacht)
- 15. tankovski polk (Wehrmacht)
- 16. tankovski polk (Wehrmacht)
- 17. tankovski polk (Wehrmacht)
- 18. tankovski polk (Wehrmacht)
- 21. tankovski polk (Wehrmacht)
- 22. tankovski polk (Wehrmacht)
- 23. tankovski polk (Wehrmacht)
- 24. tankovski polk (Wehrmacht)
- 25. tankovski polk (Wehrmacht)
- 26. tankovski polk (Wehrmacht)
- 27. tankovski polk (Wehrmacht)
- 28. tankovski polk (Wehrmacht)
- 29. tankovski polk (Wehrmacht)
- 31. tankovski polk (Wehrmacht)
- 33. tankovski polk (Wehrmacht)
- 35. tankovski polk (Wehrmacht)
- 36. tankovski polk (Wehrmacht)
- 39. tankovski polk (Wehrmacht)
- 69. tankovski polk (Wehrmacht)
- 100. tankovski polk (Wehrmacht)
- 101. tankovski polk (Wehrmacht)
- 102. tankovski polk (Wehrmacht)
- 201. tankovski polk (Wehrmacht)
- 202. tankovski polk (Wehrmacht)
- 203. tankovski polk (Wehrmacht)
- 204. tankovski polk (Wehrmacht)
- 300. tankovski polk (Wehrmacht)

### Artilerijski
- 1. artilerijski polk »Afrika«
- 2. artilerijski polk »Afrika«
- Artilerijski polk »Elbe«
- Artilerijski polk »Feldherrnhalle«
- Artilerijski polk »Großdeutschland«
- Artilerijski polk »Kreta«
- Artilerijski polk »Reichsgründung«
- Artilerijski polk »Simon«

```
  
1.
    
2.
    
3.
    
4.
    
5.
    
6.
    
7.
    
8.
    
9.
    
10.
   
11.
   
12.
   
13.
   
14.
   
15.
   
16.
   
17.
   
18.
   
19.
   
20.
 
  
21.
   
22.
   
23.
   
24.
   
25.
   
26.
   
27.
   
28.
   
29.
   
30.
   
31.
   
32.
   
33.
   
34.
   
35.
   
36.
   
37.
   
38.
   
39.
   
40.
  
  
41.
   
42.
   
43.
   
44.
   
45.
   
46.
   
47.
   
48.
   
49.
   
50.
   
51.
   
52.
   
53.
   
54.
   
55.
   
56.
   
57.
   
58.
   
59.
   
60.
  
  
61.
   
62.
   
63.
   
64.
   
65.
   
66.
   
67.
   
68.
   
69.
   
70.
   
71.
   
72.
   
73.
   
74.
   
75.
   
76.
   
77.
   
78.
   
79.
   
80.
  
  
81.
   
82.
   
83.
   
84.
   
85.
   
86.
   
87.
   
88.
   
89.
   
90.
   
91.
   
92.
   
93.
   
94.
   
95.
   
96.
   
97.
   
98.
   
99.
   
102.
 
  
103.
  
104.
  
105.
  
107.
  
109.
  
110.
  
114.
  
115.
  
116.
  
117.
  
119.
  
120.
  
121.
  
122.
  
123.
  
125.
  
126.
  
128.
  
129.
  
131.

  
132.
  
134.
  
137.
  
138.
  
139.
  
140.
  
141.
  
142.
  
146.
  
147.
  
148.
  
149.
  
150.
  
152.
  
155.
  
156.
  
157.
  
158.
  
159.
  
160.
 
  
161.
  
162.
  
164.
  
165.
  
167.
  
168.
  
169.
  
170.
  
171.
  
172.
  
173.
  
175.
  
176.
  
177.
  
178.
  
179.
  
181.
  
182.
  
183.
  
184.

  
185.
  
186.
  
187.
  
188.
  
189.
  
190.
  
191.
  
192.
  
193.
  
194.
  
195.
  
196.
  
198.
  
199.
  
203.
  
205.
  
206.
  
207.
  
208.
  
209.
 
  
211.
  
212.
  
213.
  
214.
  
215.
  
216.
  
217.
  
218.
  
219.
  
220.
  
221.
  
222.
  
223.
  
225.
  
226.
  
227.
  
228.
  
229.
  
230.
  
231.

  
232.
  
233.
  
234.
  
235.
  
236.
  
237.
  
238.
  
239.
  
240.
  
241.
  
242.
  
243.
  
244.
  
245.
  
246.
  
248.
  
250.
  
251.
  
252.
  
253.

  
254.
  
255.
  
256.
  
257.
  
258.
  
260.
  
262.
  
263.
  
264.
  
265.
  
266.
  
267.
  
268.
  
269.
  
270.
  
271.
  
272.
  
274.
  
275.
  
276.

  
277.
  
278.
  
281.
  
282.
  
286.
  
288.
  
290.
  
291.
  
292.
  
293.
  
294.
  
295.
  
296.
  
297.
  
298.
  
299.
  
302.
  
304.
  
305.
  
306.

  
309.
  
311.
  
319.
  
320.
  
321.
  
322.
  
323.
  
324.
  
325.
  
326.
  
327.
  
328.
  
329.
  
330.
  
331.
  
332.
  
333.
  
334.
  
335.
  
336.

  
337.
  
338.
  
339.
  
340.
  
342.
  
343.
  
344.
  
345.
  
346.
  
347.
  
348.
  
349.
  
352.
  
353.
  
355.
  
356.
  
357.
  
359.
  
361.
  
362.

  
363.
  
364.
  
365.
  
367.
  
369.
  
370.
  
371.
  
372.
  
373.
  
376.
  
377.
  
383.
  
384.
  
385.
  
386.
  
387.
  
388.
  
389.
  
392.
  
395.

  
399.
  
401.
  
402.
  
403.
  
404.
  
416.
  
477.
  
485.
  
553.
  
554.
  
555.
  
556.
  
557.
  
584.
  
603.
  
606.
  
609.
  
610.
  
612.
  
613.

  
614.
  
617.
  
618.
  
619.
  
621.
  
622.
  
623.
  
627.
  
630.
  
650.
  
651.
  
652.
  
653.
  
654.
  
656.
  
658.
  
661.
  
663.
  
668.
  
669.

  
670.
  
671.
  
677.
  
694.
  
697.
  
702.
  
703.
  
704.
  
705.
  
706.
  
707.
  
708.
  
712.
  
719.
  
720.
  
744.
  
746.
  
752.
  
760.
  
761.

  
762.
  
766.
  
775.
  
779.
  
781.
  
782.
  
783.
  
785.
  
786.
  
787.
  
788.
  
792.
  
801.
  
802.
  
803.
  
814.
  
818.
  
839.
  
869.
  
870.

  
880.
  
890.
  
901.
  
902.
  
903.
  
931.
  
958.
  
959.
  
961.
  
962.
  
964.
  
970.
  
999.
  
1005.
 
1016.
 
1020.
 
1036.
 
1048.
 
1059.
 
1060.

  
1066.
 
1080.
 
1082.
 
1316.
 
1352.
 
1456.
 
1458.
 
1541.
 
1542.
 
1543.
 
1544.
 
1545.
 
1546.
 
1547.
 
1548.
 
1549.
 
1550.
 
1551.
 
1552.
 
1553.

  
1558.
 
1559.
 
1560.
 
1561.
 
1562.
 
1563.
 
1564.
 
1565.
 
1566.
 
1567.
 
1568.
 
1569.
 
1570.
 
1571.
 
1572.
 
1573.
 
1574.
 
1575.
 
1576.
 
1577.

  
1578.
 
1579.
 
1580.
 
1581.
 
1582.
 
1600.
 
1658.
 
1708.
 
1709.
 
1711.
 
1712.
 
1716.
 
1719.
 
1818.
```

### Artilerijski šolski
- Artilerijski šolski polk (Wehrmacht)
- 1. artilerijski šolski polk
- 2. artilerijski šolski polk
- 3. artilerijski šolski polk
- 4. artilerijski šolski polk
- 5. artilerijski šolski polk
- 1. minometni šolski polk (Wehrmacht)
- 2. šolski polk metalcev megle (Wehrmacht)

### Gorski artilerijski
- 69. gorski artilerijski polk
- 79. gorski artilerijski polk
- 82. gorski artilerijski polk
- 95. gorski artilerijski polk
- 111. gorski artilerijski polk
- 112. gorski artilerijski polk
- 113. gorski artilerijski polk
- 118. gorski artilerijski polk
- 1057. gorski artilerijski polk
- 1088. gorski artilerijski polk

### Zračnopristajalni artilerijski
- 1. zračnopristajalni artilerijski polk
- 3. zračnopristajalni artilerijski polk
- 4. zračnopristajalni artilerijski polk
- 6. zračnopristajalni artilerijski polk
- 9. zračnopristajalni artilerijski polk
- 10. zračnopristajalni artilerijski polk
- 11. zračnopristajalni artilerijski polk
- 12. zračnopristajalni artilerijski polk
- 13. zračnopristajalni artilerijski polk
- 14. zračnopristajalni artilerijski polk
- 16. zračnopristajalni artilerijski polk
- 17. zračnopristajalni artilerijski polk
- 18. zračnopristajalni artilerijski polk
- 19. zračnopristajalni artilerijski polk
- 20. zračnopristajalni artilerijski polk
- 21. zračnopristajalni artilerijski polk

### Tankovski artilerijski
- tankovski artilerijski polk »Brandenburg«
- 1. Führer tankovski artilerijski polk
- 2. Führer tankovski artilerijski polk
- 1. tankovski artilerijski polk »Feldherrnhalle«
- 2. tankovski artilerijski polk »Feldherrnhalle«
- tankovski artilerijski polk »Großdeutschland«
- tankovski artilerijski polk »Jüterbog«
- tankovski artilerijski polk »Kurmark«
- tankovski artilerijski polk »Münchenberg«
- tankovski artilerijski polk »Schlesien«
- 2. tankovski artilerijski polk
- 4. tankovski artilerijski polk
- 10. tankovski artilerijski polk
- 13. tankovski artilerijski polk
- 16. tankovski artilerijski polk
- 23. tankovski artilerijski polk
- 27. tankovski artilerijski polk
- 33. tankovski artilerijski polk
- 73. tankovski artilerijski polk
- 74. tankovski artilerijski polk
- 75. tankovski artilerijski polk
- 76. tankovski artilerijski polk
- 78. tankovski artilerijski polk
- 80. tankovski artilerijski polk
- 88. tankovski artilerijski polk
- 89. tankovski artilerijski polk
- 90. tankovski artilerijski polk
- 91. tankovski artilerijski polk
- 92. tankovski artilerijski polk
- 93. tankovski artilerijski polk
- 102. tankovski artilerijski polk
- 103. tankovski artilerijski polk
- 116. tankovski artilerijski polk
- 119. tankovski artilerijski polk
- 120. tankovski artilerijski polk
- 124. tankovski artilerijski polk
- 127. tankovski artilerijski polk
- 128. tankovski artilerijski polk
- 130. tankovski artilerijski polk
- 140. tankovski artilerijski polk
- 144. tankovski artilerijski polk
- 146. tankovski artilerijski polk
- 151. tankovski artilerijski polk
- 155. tankovski artilerijski polk
- 500. korpusni tankovski artilerijski polk

### Oklepljeni artilerijski
- 1. oklepljeni artilerijski polk
- 2. oklepljeni artilerijski polk
- 931. oklepljeni artilerijski polk

### Reitendes artilerijski
- 1. Reitendes artilerijski polk
- 202. Reitendes artilerijski polk

### Kozaški artilerijski
- 1. kozaški artilerijski polk
- 55. kozaški artilerijski polk

### Težkominometni
- 1. težkominometni polk
- 2. težkominometni polk
- 3. težkominometni polk
- 14. težkominometni polk
- 15. težkominometni polk
- 21. težkominometni polk
- 22. težkominometni polk
- 23. težkominometni polk
- 24. težkominometni polk
- 25. težkominometni polk
- 26. težkominometni polk

### Metalci megle
- 51. polk metalcev megle
- 52. polk metalcev megle
- 53. polk metalcev megle
- 54. polk metalcev megle

### Minometni
- 51. minometni polk
- 52. minometni polk
- 53. minometni polk
- 54. minometni polk
- 55. minometni polk
- 56. minometni polk
- 57. minometni polk
- 70. minometni polk
- 71. minometni polk
- 81. minometni polk
- 82. minometni polk
- 83. minometni polk
- 84. minometni polk
- 85. minometni polk
- 86. minometni polk
- 87. minometni polk
- 88. minometni polk
- 89. minometni polk
- 90. minometni polk
- 91. minometni polk

### Trdnjavski minometni polk
- 101. trdnjavski minometni polk
- 102. trdnjavski minometni polk
- 103. trdnjavski minometni polk

### Zračnoobrambni artilerijski
- 1. zračnoobrambni artilerijski polk kopenske vojske
- 2. zračnoobrambni artilerijski polk kopenske vojske
- 3. zračnoobrambni artilerijski polk kopenske vojske
- 4. zračnoobrambni artilerijski polk kopenske vojske
- 5. zračnoobrambni artilerijski polk kopenske vojske

### Obalni artilerijski
- obalni artilerijski polk kopenske vojne »Dänemark«
- obalni artilerijski polk kopenske vojne »Littoria«
- 108. obalni artilerijski polk kopenske vojne
- 207. obalni artilerijski polk kopenske vojne
- 437. obalni artilerijski polk kopenske vojne
- 438. obalni artilerijski polk kopenske vojne
- 439. obalni artilerijski polk kopenske vojne
- 449. obalni artilerijski polk kopenske vojne
- 527. obalni artilerijski polk kopenske vojne
- 619. obalni artilerijski polk kopenske vojne
- 643. obalni artilerijski polk kopenske vojne
- 644. obalni artilerijski polk kopenske vojne
- 645. obalni artilerijski polk kopenske vojne
- 649. obalni artilerijski polk kopenske vojne
- 697. obalni artilerijski polk kopenske vojne
- 752. obalni artilerijski polk kopenske vojne
- 824. obalni artilerijski polk kopenske vojne
- 825. obalni artilerijski polk kopenske vojne
- 836. obalni artilerijski polk kopenske vojne
- 837. obalni artilerijski polk kopenske vojne
- 839. obalni artilerijski polk kopenske vojne
- 840. obalni artilerijski polk kopenske vojne
- 853. obalni artilerijski polk kopenske vojne
- 919. obalni artilerijski polk kopenske vojne
- 920. obalni artilerijski polk kopenske vojne
- 927. obalni artilerijski polk kopenske vojne
- 932. obalni artilerijski polk kopenske vojne
- 933. obalni artilerijski polk kopenske vojne
- 938. obalni artilerijski polk kopenske vojne
- 940. obalni artilerijski polk kopenske vojne
- 944. obalni artilerijski polk kopenske vojne
- 945. obalni artilerijski polk kopenske vojne
- 971. obalni artilerijski polk kopenske vojne
- 972. obalni artilerijski polk kopenske vojne
- 973. obalni artilerijski polk kopenske vojne
- 974. obalni artilerijski polk kopenske vojne
- 975. obalni artilerijski polk kopenske vojne
- 976. obalni artilerijski polk kopenske vojne
- 977. obalni artilerijski polk kopenske vojne
- 978. obalni artilerijski polk kopenske vojne
- 979. obalni artilerijski polk kopenske vojne
- 980. obalni artilerijski polk kopenske vojne
- 981. obalni artilerijski polk kopenske vojne
- 983. obalni artilerijski polk kopenske vojne
- 1006. obalni artilerijski polk kopenske vojne
- 1101. obalni artilerijski polk kopenske vojne
- 1102. obalni artilerijski polk kopenske vojne
- 1103. obalni artilerijski polk kopenske vojne
- 1240. obalni artilerijski polk kopenske vojne
- 1245. obalni artilerijski polk kopenske vojne
- 1252. obalni artilerijski polk kopenske vojne
- 1254. obalni artilerijski polk kopenske vojne
- 1261. obalni artilerijski polk kopenske vojne
- 1262. obalni artilerijski polk kopenske vojne
- 1265. obalni artilerijski polk kopenske vojne
- 1266. obalni artilerijski polk kopenske vojne
- 1280. obalni artilerijski polk kopenske vojne
- 1287. obalni artilerijski polk kopenske vojne
- 1290. obalni artilerijski polk kopenske vojne
- 1291. obalni artilerijski polk kopenske vojne

### Graničarski artilerijski
- 106. graničarski artilerijski polk

### Deželnoobrambni artilerijski
- 131. deželnoobrambni artilerijski
- 132. deželnoobrambni artilerijski
- 133. deželnoobrambni artilerijski
- 161. deželnoobrambni artilerijski
- 311. deželnoobrambni artilerijski

### Deželnostrelski artilerijski
- 460. deželnostrelski artilerijski polk

### Pionirski
- pionirski polk za posebne namene
- pionirski polk »Breslau«
- pionirski polk »Brieg«
- pionirski polk »Burger«
- pionirski polk za posebne namene »Feit«
- pionirski polk »FHH«
- pionirski polk za posebne namene »Oberst Kiep«
- pionirski polk »Mostar«
- pionirski polk »Müller«
- pionirski polk »Oberst Munschner«
- pionirski polk za posebne namene »Pospiech«
- 1. pionirski polk
- 4. pionirski polk za posebne namene
- 6. pionirski polk za posebne namene
- 7. pionirski polk za posebne namene
- 8. pionirski polk za posebne namene
- 9. pionirski polk za posebne namene
- 10. pionirski polk za posebne namene
- 15. pionirski polk za posebne namene
- 16. pionirski polk za posebne namene
- 18. pionirski polk
- 20. pionirski polk za posebne namene
- 23. pionirski polk
- 24. pionirski polk
- 26. pionirski polk
- 31. pionirski polk
- 32. pionirski polk
- 33. pionirski polk
- 34. pionirski polk
- 35. pionirski polk
- 36. pionirski polk
- 37. pionirski polk
- 39. pionirski polk
- 40. pionirski polk
- 42. pionirski polk
- 43. pionirski polk
- 45. pionirski polk
- 71. pionirski polk
- 103. pionirski polk
- 104. pionirski polk
- 106. pionirski polk
- 107. pionirski polk
- 108. pionirski polk
- 112. pionirski polk
- 413. pionirski polk za posebne namene
- 500. pionirski polk
- 504. pionirski polk za posebne namene
- 507. pionirski polk za posebne namene
- 511. pionirski polk za posebne namene
- 512. pionirski polk za posebne namene
- 513. pionirski polk za posebne namene
- 514. pionirski polk za posebne namene
- 515. pionirski polk za posebne namene
- 516. pionirski polk za posebne namene
- 517. pionirski polk za posebne namene
- 518. pionirski polk za posebne namene
- 519. pionirski polk za posebne namene
- 520. pionirski polk za posebne namene
- 522. pionirski polk za posebne namene
- 534. pionirski polk za posebne namene
- 541. pionirski polk za posebne namene
- 543. pionirski polk za posebne namene
- 544. pionirski polk za posebne namene
- 545. pionirski polk za posebne namene
- 546. pionirski polk za posebne namene
- 547. pionirski polk za posebne namene
- 548. pionirski polk za posebne namene
- 549. pionirski polk za posebne namene
- 550. pionirski polk za posebne namene
- 551. pionirski polk za posebne namene
- 552. pionirski polk za posebne namene
- 553. pionirski polk za posebne namene
- 554. pionirski polk za posebne namene
- 555. pionirski polk za posebne namene
- 601. pionirski polk za posebne namene
- 604. pionirski polk za posebne namene
- 605. pionirski polk za posebne namene
- 606. pionirski polk za posebne namene
- 614. pionirski polk za posebne namene
- 617. pionirski polk za posebne namene
- 620. pionirski polk za posebne namene
- 623. pionirski polk za posebne namene
- 628. pionirski polk za posebne namene
- 664. pionirski polk
- 665. pionirski polk
- 667. pionirski polk za posebne namene
- 669. pionirski polk
- 673. pionirski polk za posebne namene
- 674. pionirski polk za posebne namene
- 677. pionirski polk za posebne namene
- 678. pionirski polk za posebne namene
- 679. pionirski polk
- 680. pionirski polk za posebne namene
- 681. pionirski polk
- 683. pionirski polk za posebne namene
- 685. pionirski polk (motoriziran)
- 686. pionirski polk za posebne namene
- 690. pionirski polk za posebne namene (motoriziran)
- 670. pionirski polk za posebne namene
- 747. pionirski polk
- 770. pionirski polk

### Tankovski pionirski
- tankovski pionirski polk »Feldherrnhalle«
- 424. tankovski pionirski polk

### Pionirski jurišni
- 1. pionirski jurišni polk

### Železniški pionirski
- 1. železniški pionirski polk
- 2. železniški pionirski polk
- 3. železniški pionirski polk
- 4. železniški pionirski polk
- 5. železniški pionirski polk
- 6. železniški pionirski polk
- 7. železniški pionirski polk
- 8. železniški pionirski polk
- 68. železniški pionirski polk

### Železniški tankovskovodni
- 1. železniški tankovskovodni polk
- 2. železniški tankovskovodni polk
- 3. železniški tankovskovodni polk

### Pionirski šolski
- Pionirski pristajalni šolski in nadomestni polk
- 401. pionirski trenažni polk
- 402. pionirski trenažni polk
- 403. pionirski trenažni polk
- 404. pionirski trenažni polk
- 405. pionirski trenažni polk

### Vodstveni komunikacijski
- 601. vodstveni komunikacijski polk

### Komunikacijski armadnih skupin
- 504. komunikacijski polk armadnih skupin
- 518. komunikacijski polk armadnih skupin
- 521. komunikacijski polk armadnih skupin
- 530. komunikacijski polk armadnih skupin
- 537. komunikacijski polk armadnih skupin
- 558. komunikacijski polk armadnih skupin
- 579. komunikacijski polk armadnih skupin
- 598. komunikacijski polk armadnih skupin
- 603. komunikacijski polk armadnih skupin
- 605. komunikacijski polk armadnih skupin
- 606. komunikacijski polk armadnih skupin
- 607. komunikacijski polk armadnih skupin
- 639. komunikacijski polk armadnih skupin

### Komunikacijski za posebne naloge
- 307. komunikacijski polk za posebne namene
- 308. komunikacijski polk za posebne namene
- 413. komunikacijski polk za posebne namene
- 506. komunikacijski polk za posebne namene
- 514. komunikacijski polk za posebne namene
- 516. komunikacijski polk za posebne namene
- 517. komunikacijski polk za posebne namene
- 530. komunikacijski polk za posebne namene
- 550. komunikacijski polk za posebne namene
- 597. komunikacijski polk za posebne namene
- 598. komunikacijski polk za posebne namene
- 604. komunikacijski polk za posebne namene
- 618. komunikacijski polk za posebne namene
- 636. komunikacijski polk za posebne namene

### Armadni komunikacijski
- 501. armadni komunikacijski polk
- 508. armadni komunikacijski polk
- 509. armadni komunikacijski polk
- 511. armadni komunikacijski polk
- 512. armadni komunikacijski polk
- 519. armadni komunikacijski polk
- 520. armadni komunikacijski polk
- 521. armadni komunikacijski polk
- 524. armadni komunikacijski polk
- 530. armadni komunikacijski polk
- 531. armadni komunikacijski polk
- 537. armadni komunikacijski polk
- 549. armadni komunikacijski polk
- 550. armadni komunikacijski polk
- 558. armadni komunikacijski polk
- 563. armadni komunikacijski polk
- 570. armadni komunikacijski polk
- 589. armadni komunikacijski polk
- 596. armadni komunikacijski polk
- 635. armadni komunikacijski polk
- 639. armadni komunikacijski polk

### Komunikacijski tankovske armade
- 1. komunikacijski polk tankovske armade
- 2. komunikacijski polk tankovske armade
- 3. komunikacijski polk tankovske armade
- 4. komunikacijski polk tankovske armade
- 5. komunikacijski polk tankovske armade
- 6. komunikacijski polk tankovske armade
- 10. komunikacijski polk tankovske armade

### Komunikacijski tankovskih skupin
- 1. komunikacijski polk tankovskih skupin
- 2. komunikacijski polk tankovskih skupin
- 3. komunikacijski polk tankovskih skupin
- 4. komunikacijski polk tankovskih skupin
- 10. komunikacijski polk tankovskih skupin

### Železniški komunikacijski
- 514. železniški komunikacijski polk
- 516. železniški komunikacijski polk
- 517. železniški komunikacijski polk
- železniški komunikacijski polk »Zahod«

### Artilerijski nadomestni
- 1. artilerijski nadomestni polk
- 2. artilerijski nadomestni polk
- 3. artilerijski nadomestni polk
- 4. artilerijski nadomestni polk
- 5. artilerijski nadomestni polk
- 6. artilerijski nadomestni polk
- 7. artilerijski nadomestni polk
- 8. artilerijski nadomestni polk
- 9. artilerijski nadomestni polk
- 10. artilerijski nadomestni polk
- 11. artilerijski nadomestni polk
- 12. artilerijski nadomestni polk
- 13. artilerijski nadomestni polk
- 15. artilerijski nadomestni polk
- 16. artilerijski nadomestni polk
- 17. artilerijski nadomestni polk
- 18. artilerijski nadomestni polk
- 19. artilerijski nadomestni polk
- 20. artilerijski nadomestni polk
- 22. artilerijski nadomestni polk
- 23. artilerijski nadomestni polk
- 24. artilerijski nadomestni polk
- 25. artilerijski nadomestni polk
- 26. artilerijski nadomestni polk
- 27. artilerijski nadomestni polk
- 33. artilerijski nadomestni polk
- 34. artilerijski nadomestni polk
- 35. artilerijski nadomestni polk
- 44. artilerijski nadomestni polk
- 45. artilerijski nadomestni polk
- 52. artilerijski nadomestni polk
- 57. artilerijski nadomestni polk
- 96. artilerijski nadomestni polk
- 110. artilerijski nadomestni polk
- 112. artilerijski nadomestni polk
- 116. artilerijski nadomestni polk
- 168. artilerijski nadomestni polk
- 225. artilerijski nadomestni polk
- 262. artilerijski nadomestni polk

### Rezervni artilerijski
- 3. rezervni artilerijski polk
- 5. rezervni artilerijski polk
- 7. rezervni artilerijski polk
- 8. rezervni artilerijski polk
- 18. rezervni artilerijski polk
- 20. rezervni artilerijski polk
- 26. rezervni artilerijski polk
- 33. rezervni artilerijski polk
- 34. rezervni artilerijski polk
- 112. rezervni artilerijski polk
- 252. rezervni artilerijski polk
- 1066. rezervni artilerijski polk

## Kriegsmarine

### Mornariška pehota
- 1. polk mornariške pehote (Wehrmacht)
- 2. polk mornariške pehote (Wehrmacht)
- 3. polk mornariške pehote (Wehrmacht)
- 4. polk mornariške pehote (Wehrmacht)
- 8. polk mornariške pehote (Wehrmacht)
- 9. polk mornariške pehote (Wehrmacht)
- 10. polk mornariške pehote (Wehrmacht)
- 1. pomorski strelski polk (Wehrmacht)
- 2. pomorski strelski polk (Wehrmacht)
- 3. pomorski strelski polk (Wehrmacht)
- 4. pomorski strelski polk (Wehrmacht)
- 26. pomorski strelski polk (Wehrmacht)
- 32. pomorski strelski polk (Wehrmacht)
- 111. pomorski strelski polk (Wehrmacht)
- 112. pomorski strelski polk (Wehrmacht)
- 113. pomorski strelski polk (Wehrmacht)
- 161. pomorski strelski polk (Wehrmacht)
- 162. pomorski strelski polk (Wehrmacht)
- 163. pomorski strelski polk (Wehrmacht)
- pomorski strelski polk »Fünen« (Wehrmacht)
- pomorski strelski polk »Kopenhagen« (Wehrmacht)
- 5. pomorski grenadirski polk (Wehrmacht)
- 6. pomorski grenadirski polk (Wehrmacht)
- 7. pomorski grenadirski polk (Wehrmacht)
- pomorski polk »Badermann« (Wehrmacht)
- pomorski polk »Berger« (Wehrmacht)
- pomorski polk »Gebauer« (Wehrmacht)
- pomorski polk »John« (Wehrmacht)
- pomorski polk »Kühnemann« (Wehrmacht)
- pomorski polk »Kuffer« (Wehrmacht)
- pomorski polk »Pflugh-Harttung« (Wehrmacht)
- pomorski polk »Schindler« (Wehrmacht)
- 1. pomorski polk »West« (Wehrmacht)
- 2. pomorski polk »West« (Wehrmacht)
- 3. pomorski polk »West« (Wehrmacht)
- pomorski polk »Zapp« (Wehrmacht)

### Zračnoobrambni
- 1. pomorski FLAK polk (Wehrmacht)
- 2. pomorski FLAK polk (Wehrmacht)
- 3. pomorski FLAK polk (Wehrmacht)
- 6. pomorski FLAK polk (Wehrmacht)
- 8. pomorski FLAK polk (Wehrmacht)
- 9. pomorski FLAK polk (Wehrmacht)
- 14. pomorski FLAK polk (Wehrmacht)
- 20. pomorski FLAK polk (Wehrmacht)
- 22. pomorski FLAK polk (Wehrmacht)
- 24. pomorski FLAK polk (Wehrmacht)
- 30. pomorski FLAK polk (Wehrmacht)
- 31. pomorski FLAK polk (Wehrmacht)
- 32. pomorski FLAK polk (Wehrmacht)

### Drugi
- 20. pomorski nadomestni polk (Wehrmacht)
- 2. pomorski artilerijski polk (Wehrmacht)
- 200. preskrbovalni polk (Wehrmacht)

## Luftwaffe

### Padalski
- 21. padalski šolski polk (Wehrmacht)
- 210. padalski šolski polk (Wehrmacht)
- padalski polk za posebne namene (Wehrmacht)
- padalski polk »Menzel« (Wehrmacht)
- padalski polk »Großmehl« (Wehrmacht)
- padalski polk »Jungwirth« (Wehrmacht)
- padalski polk »Hübner« (Wehrmacht)
- padalski polk »Schelmann« (Wehrmacht)
- padalski polk »Laytved-Hardegg« (Wehrmacht)
- zračnopristajalni jurišni polk (Wehrmacht)
- padalski nadomestni in trenažni polk »Greeve« (Wehrmacht)
- 1. padalski polk (Wehrmacht)
- 2. padalski polk (Wehrmacht)
- 3. padalski polk (Wehrmacht)
- 4. padalski polk (Wehrmacht)
- 5. padalski polk (Wehrmacht)
- 6. padalski polk (Wehrmacht)
- 7. padalski polk (Wehrmacht)
- 8. padalski polk (Wehrmacht)
- 9. padalski polk (Wehrmacht)
- 10. padalski polk (Wehrmacht)
- 11. padalski polk (Wehrmacht)
- 12. padalski polk (Wehrmacht)
- 13. padalski polk (Wehrmacht)
- 14. padalski polk (Wehrmacht)
- 15. padalski polk (Wehrmacht)
- 16. padalski polk (Wehrmacht)
- 17. padalski polk (Wehrmacht)
- 18. padalski polk (Wehrmacht)
- 19. padalski polk (Wehrmacht)
- 20. padalski polk (Wehrmacht)
- 21. padalski polk (Wehrmacht)
- 22. padalski polk (Wehrmacht)
- 23. padalski polk (Wehrmacht)
- 24. padalski polk (Wehrmacht)
- 25. padalski polk (Wehrmacht)
- 26. padalski polk (Wehrmacht)
- 27. padalski polk (Wehrmacht)
- 28. padalski polk (Wehrmacht)
- 29. padalski polk (Wehrmacht)
- 30. padalski polk (Wehrmacht)
- 31. padalski polk (Wehrmacht)
- 32. padalski polk (Wehrmacht)
- 37. padalski polk (Wehrmacht)
- 38. padalski polk (Wehrmacht)
- 39. padalski polk (Wehrmacht)
- 58. padalski polk (Wehrmacht)
- 59. padalski polk (Wehrmacht)
- 60. padalski polk (Wehrmacht)
- 61. padalski polk (Wehrmacht)
- 62. padalski polk (Wehrmacht)
- 63. padalski polk (Wehrmacht)

### Vojnoletalski lovski
- 1. vojnoletalski lovski polk za posebne namene (Wehrmacht)
- 9. vojnoletalski lovski polk (Wehrmacht)
- 10. vojnoletalski lovski polk (Wehrmacht)
- 17. vojnoletalski lovski polk (Wehrmacht)
- 18. vojnoletalski lovski polk (Wehrmacht)
- 19. vojnoletalski lovski polk (Wehrmacht)
- 20. vojnoletalski lovski polk (Wehrmacht)
- 21. vojnoletalski lovski polk (Wehrmacht)
- 22. vojnoletalski lovski polk (Wehrmacht)
- 23. vojnoletalski lovski polk (Wehrmacht)
- 24. vojnoletalski lovski polk (Wehrmacht)
- 25. vojnoletalski lovski polk (Wehrmacht)
- 26. vojnoletalski lovski polk (Wehrmacht)
- 27. vojnoletalski lovski polk (Wehrmacht)
- 28. vojnoletalski lovski polk (Wehrmacht)
- 29. vojnoletalski lovski polk (Wehrmacht)
- 30. vojnoletalski lovski polk (Wehrmacht)
- 31. vojnoletalski lovski polk (Wehrmacht)
- 32. vojnoletalski lovski polk (Wehrmacht)
- 33. vojnoletalski lovski polk (Wehrmacht)
- 34. vojnoletalski lovski polk (Wehrmacht)
- 35. vojnoletalski lovski polk (Wehrmacht)
- 36. vojnoletalski lovski polk (Wehrmacht)
- 37. vojnoletalski lovski polk (Wehrmacht)
- 38. vojnoletalski lovski polk (Wehrmacht)
- 39. vojnoletalski lovski polk (Wehrmacht)
- 40. vojnoletalski lovski polk (Wehrmacht)
- 41. vojnoletalski lovski polk (Wehrmacht)
- 42. vojnoletalski lovski polk (Wehrmacht)
- 43. vojnoletalski lovski polk (Wehrmacht)
- 44. vojnoletalski lovski polk (Wehrmacht)

### Poljskivojnega letalstva
- 1. poljski polk vojnega letalstva (Wehrmacht)
- 2. poljski polk vojnega letalstva (Wehrmacht)
- 3. poljski polk vojnega letalstva (Wehrmacht)
- 4. poljski polk vojnega letalstva (Wehrmacht)
- 5. poljski polk vojnega letalstva (Wehrmacht)
- 14. poljski polk vojnega letalstva (Wehrmacht)
- 501. poljski polk vojnega letalstva (Wehrmacht)
- 502. poljski polk vojnega letalstva (Wehrmacht)
- 503. poljski polk vojnega letalstva (Wehrmacht)

### Artilerijski
- 1. padalski artilerijski polk (Wehrmacht)
- 2. padalski artilerijski polk (Wehrmacht)
- 3. padalski artilerijski polk (Wehrmacht)
- 4. padalski artilerijski polk (Wehrmacht)
- 5. padalski artilerijski polk (Wehrmacht)
- 6. padalski artilerijski polk (Wehrmacht)
- 7. padalski artilerijski polk (Wehrmacht)
- 9. padalski artilerijski polk (Wehrmacht)
- 10. padalski artilerijski polk (Wehrmacht)
- 11. padalski artilerijski polk (Wehrmacht)
- 11. padalski artilerijski polk (korpusna enota)
- 12. padalski artilerijski polk (korpusna enota)
- 1. korpusni artilerijski polk Luftwaffe
- 2. korpusni artilerijski polk Luftwaffe

### TrdnjavskiFLAK
- 31. trdnjavski FLAK polk (Wehrmacht)
- 32. trdnjavski FLAK polk (Wehrmacht)
- 33. trdnjavski FLAK polk (Wehrmacht)
- 34. trdnjavski FLAK polk (Wehrmacht)
- 35. trdnjavski FLAK polk (Wehrmacht)

### Pionirski
- 1. padalski pionirski polk (Wehrmacht)
- 20. padalski pionirski polk (Wehrmacht)
- 21. padalski pionirski polk (Wehrmacht)